# Aristida rufescens
Espèce
Synonymes
- Aristida multicaulis Baker[1]

Aristida rufescens est une espèce de plantes de la famille des Poaceae.